# Eugène Kabanga Songasonga
Eugène Kabanga Songasonga (* 19. August 1932 in Kyamitofwe, Belgisch Kongo; † 27. Januar 2000) war ein kongolesischer Geistlicher und römisch-katholischer Erzbischof von Lubumbashi.

## Leben
Eugène Kabanga Songasonga empfing am 21. August 1961 das Sakrament der Priesterweihe für das Erzbistum Élisabethville (später: Lubumbashi).
Am 13. April 1967 ernannte ihn Papst Paul VI. zum Erzbischof von Lubumbashi. Der Apostolische Nuntius in der Demokratischen Republik Kongo, Erzbischof Jean-Marie Maury, spendete ihm am 13. August desselben Jahres die Bischofsweihe; Mitkonsekratoren waren der emeritierte Erzbischof von Lubumbashi, Jozef Floribert Cornelis OSB, und der Weihbischof in Luluabourg, Martin-Léonard Bakole wa Ilunga. 
Von 1973 bis 20. November 1975 war Eugène Kabanga Songasonga zudem Apostolischer Administrator von Sakania. Kabanga Songasonga war einer der ersten, die öffentlich die mobutistische Staatsideologie kritisierten. 1976 prangerte er in einem Hirtenbrief die Gewaltexzesse der Authenticité-Bewegung und den moralischen Verfall der politischen Führung des Kongos an. Am 25. März 1998 nahm Papst Johannes Paul II. das von Eugène Kabanga Songasonga vorgebrachte Rücktrittsgesuch an.